# Długoskrzydlak

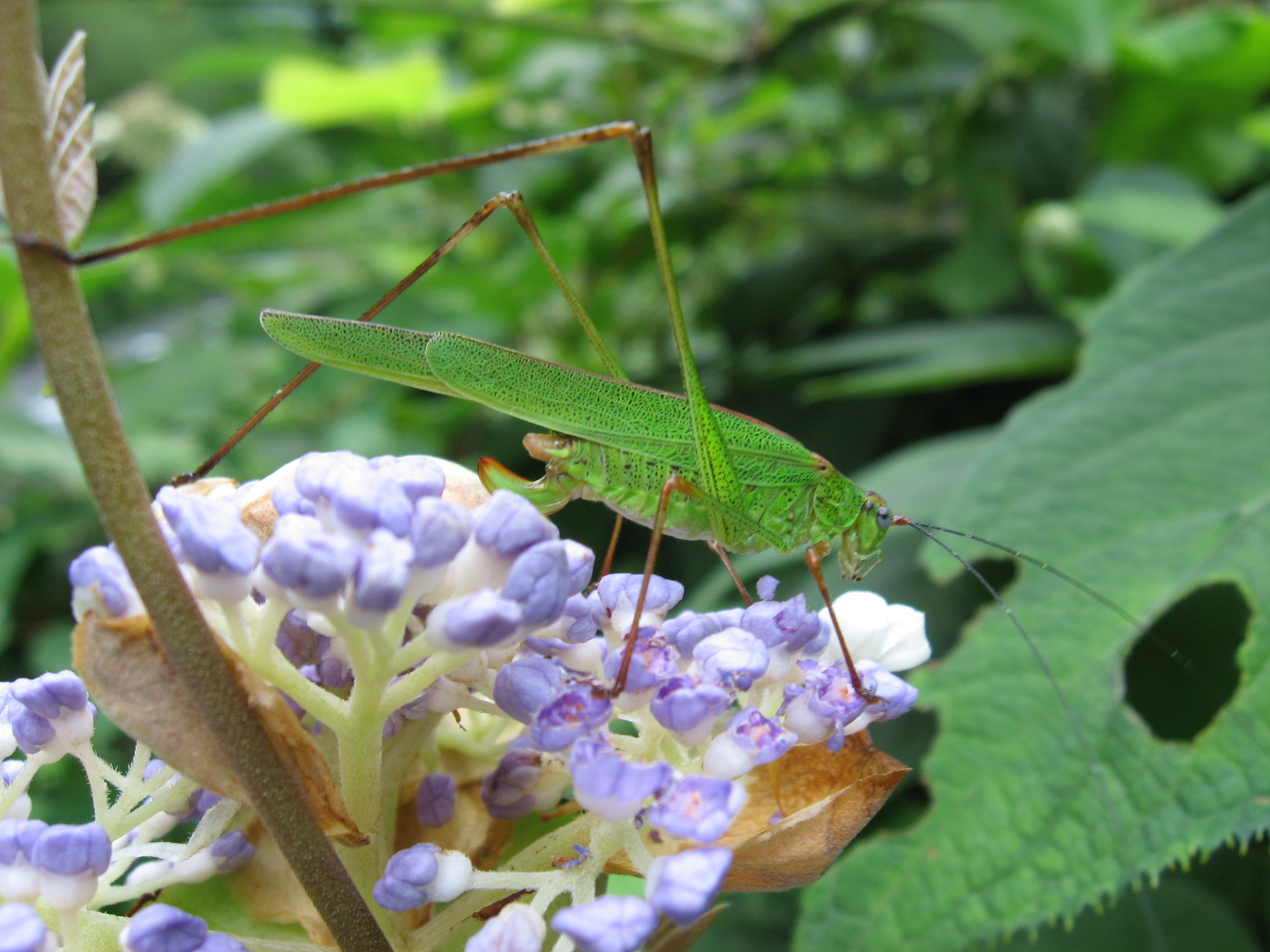
Phaneroptera nigroantennata

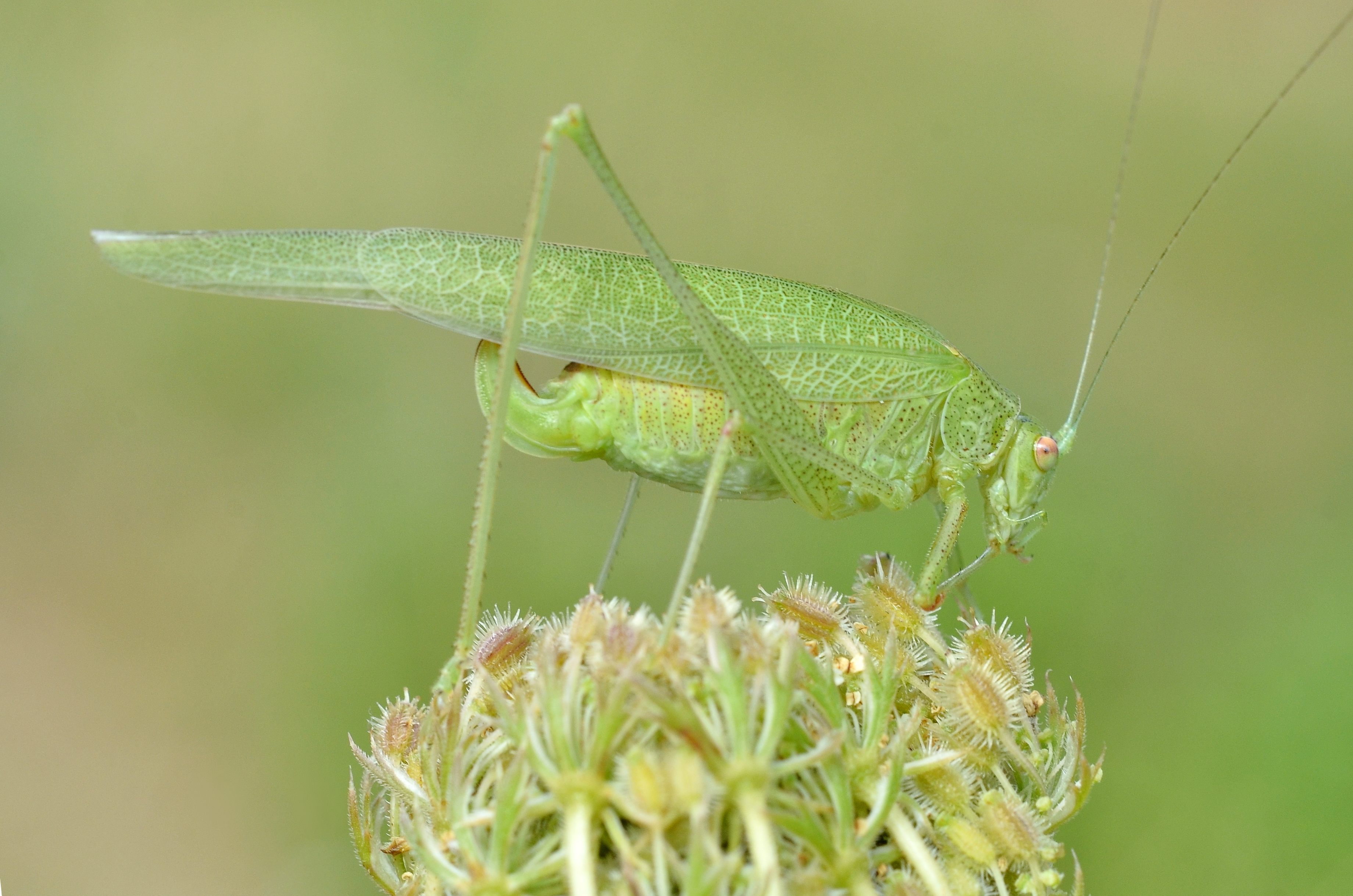
Samica Phaneroptera nana

Długoskrzydlak (Phaneroptera) – rodzaj owadów prostoskrzydłych z rodziny pasikonikowatych. 
Są to owady średnich rozmiarów o zielonym ubarwieniu. Ich głowę cechują dłuższe od ciała czułki i mały wierzchołek ciemienia z bruzdą pośrodku. Przedplecze cechuje płaski, wydłużony ku tyłowi dysk i zaokrąglone płaty boczne. Obie pary skrzydeł sięgają za koniec odwłoka, przy czym pokrywy są krótsze niż druga para. Odnóża przedniej pary mają kolec na biodrach. Samiec ma długą płytkę subgenitalną oraz ostro zakończone i esowato wygięte przysadki odwłokowe. U samicy płytka subgenitalna jest trójkątna, a pokładełko krótkie, u szczytu ząbkowane.
Rozprzestrzeniony na całym świecie, ale większość gatunków występuje na kontynentach Starego Świata. W Polsce stwierdzono występowanie tylko jednego przedstawiciela tego rodzaju. Jest nim długoskrzydlak sierposz (Phaneroptera falcata).
Takson ten wprowadził w 1831 roku Jean Guillaume Audinet-Serville. W 1906 roku W.F. Kirby wyznaczył jego gatunkiem typowym Gryllus falcata.Należy tu 39 opisanych gatunków, zgrupowanych w 2 podrodzajach:
- podrodzaj: Phaneroptera (Erdemia) Koçak & Kemal, 2009
  - Phaneroptera erdemi Koçak & Kemal, 2009
  - Phaneroptera hackeri Harz, 1988
- podrodzaj: Phaneroptera (Phaneroptera) Serville, 1831
  - Phaneroptera acaciae Chopard, 1954
  - Phaneroptera albida Walker, 1869
  - Phaneroptera amplectens (Sjöstedt, 1902)
  - Phaneroptera bivittata Bey-Bienko, 1954
  - Phaneroptera brevicauda Liu, 2011
  - Phaneroptera brevis (Serville, 1838)
  - Phaneroptera celebica (Haan, 1843)
  - Phaneroptera cleomis Ayal, Broza & Pener, 1974
  - Phaneroptera cretacea Uvarov, 1930
  - Phaneroptera curvata (Willemse, 1942)
  - Phaneroptera darevskii Bey-Bienko, 1966
  - Phaneroptera dentata (Willemse, 1942)
  - Phaneroptera falcata (Poda, 1761) – długoskrzydlak sierposz
  - Phaneroptera fragilis Ragge, 1960
  - Phaneroptera furcifera Stål, 1874
  - Phaneroptera gracilis Burmeister, 1838
  - Phaneroptera guineana Steinmann, 1966
  - Phaneroptera hordeifolia (Haan, 1843)
  - Phaneroptera jordanica Steinmann, 1966
  - Phaneroptera longicauda (Willemse, 1942)
  - Phaneroptera longispina Ragge, 1956
  - Phaneroptera maculosa Ragge, 1956
  - Phaneroptera magna Ragge, 1956
  - Phaneroptera minima Brunner von Wattenwyl, 1878
  - Phaneroptera myllocerca Ragge, 1956
  - Phaneroptera nana Fieber, 1853
  - Phaneroptera neglecta (Karny, 1926)
  - Phaneroptera nigroantennata Brunner von Wattenwyl, 1878
  - Phaneroptera nigropunctata Chopard, 1955
  - Phaneroptera okinawensis Ichikawa, 2001
  - Phaneroptera parva Ragge, 1956
  - Phaneroptera phantasma Steinmann, 1966
  - Phaneroptera rintjana Bey-Bienko, 1966
  - Phaneroptera sparsa Stål, 1857
  - Phaneroptera spinifera (Willemse, 1953)
  - Phaneroptera spinosa Bey-Bienko, 1954
  - Phaneroptera trigonia Ragge, 1957